# Talpa (Teleorman)
Pour les articles homonymes, voir Talpa (homonymie).
Talpa est une commune du județ de Teleorman en Roumanie.